# 白氏银汉鱼
白氏银汉鱼（学名：Allanetta bleekeri）为银汉鱼科银汉鱼属的鱼类。分布于朝鲜、日本海中部以南及九州以及中国沿海等。该物种的模式产地在中国。